# Tabanus polygonus
Tabanus polygonus är en tvåvingeart som beskrevs av Walker 1854. Tabanus polygonus ingår i släktet Tabanus och familjen bromsar. Inga underarter finns listade i Catalogue of Life.